# Duncan Faure
Duncan Faure (Pretoria, 16 de diciembre de 1956) es un músico y compositor sudafricano, reconocido principalmente por su trabajo con las bandas Bay City Rollers y Rabbit.

## Carrera
Duncan logró popularidad a mediados de la década de 1970 como cantante principal de la agrupación sudafricana de rock Rabbit. Entre 1978 y 1981 se convirtió en vocalista de la banda británica Bay City Rollers, con los que alcanzó a grabar tres álbumes.
En 1987 contribuyó con la canción «24 Hours» para la banda sonora del filme Who's That Girl, de Madonna. Paralelamente, ha publicado una variedad de álbumes como solista.

## Discografía

### Con Rabbit
- 1976 - Boys Will Be Boys
- 1977 - Croak & a Grunt in the Night

### Con Bay City Rollers
- 1979 - Elevator
- 1981 - Ricochet
- 1983 - Live in Japan

### Como solista
- 1993 - Let It Be Right
- 1996 - For the Rights of All Man
- 2000 - Pronounced Four Uh
- 2010 - Anthology

Fuente: